# غیرقابل بحث
«غیرقابل بحث» (انگلیسی: Off the Table) ترانه‌ای از خواننده آمریکایی آریانا گرانده و خواننده کانادایی د ویکند است. این ترانه در ۳۰ اکتبر ۲۰۲۰ توسط ریپابلیک رکوردز به عنوان پنجمین قطعه از ششمین آلبوم استودیویی گرانده موقعیت‌ها (۲۰۲۰) منتشر شد.